# Sion Brinn
Sion Brinn (Kingston, Jamaica, 8 de mayo de 1973) es un deportista británico que compitió en natación.
Ganó dos medallas en el Campeonato Mundial de Natación en Piscina Corta de 1999 y dos medallas en el Campeonato Europeo de Natación en Piscina Corta de 1998.
Participó en dos Juegos Olímpicos de Verano, en los años 2000 y 2004, ocupando el octavo lugar en Atenas 2004, en la prueba de 4 × 100 m estilos.

## Palmarés internacional
| Campeonato Mundial en Piscina Corta | Campeonato Mundial en Piscina Corta | Campeonato Mundial en Piscina Corta | Campeonato Mundial en Piscina Corta |
| Año                                 | Lugar                               | Medalla                             | Prueba                              |
| ----------------------------------- | ----------------------------------- | ----------------------------------- | ----------------------------------- |
| 1999                                | Hong Kong (China)                   | Medalla de plata                    | 4 × 200 m libre                     |
| 1999                                | Hong Kong (China)                   | Medalla de bronce                   | 4 × 100 m estilos                   |
| Campeonato Europeo en Piscina Corta |                                     |                                     |                                     |
| Año                                 | Lugar                               | Medalla                             | Prueba                              |
| 1998                                | Sheffield (Reino Unido)             | Medalla de plata                    | 4 × 50 m libre                      |
| 1998                                | Sheffield (Reino Unido)             | Medalla de bronce                   | 4 × 50 m estilos                    |